# Дейманте Дауліте
Дейманте Дауліте (нар. 22 лютого 1989, Шяуляй) — литовська шахістка, гросмейстер серед жінок, міжнародний майстер.
Її рейтинг станом на березень 2020 року — 2400 (61-ше місце у світі, 2-е — серед шахісток Литви).

## Кар'єра
Багаторазова призерка чемпіонату Литви серед дівчат в різних вікових категоріях, у тому числі володарка золотих нагород 2007, 2008, 2009 років (всі до 20 років). Декілька разів представляла національні кольори на чемпіонатах Європи та світу, найбільшого успіху досягла 2005 року в місті Херцег-Новий, де завоювала бронзову медаль на чемпіонаті Європи серед дівчат до 16 років.
Багаторазово здобувала індивідуальні медалі на чемпіонатах Литви серед жінок, у тому числі п'ять золотих (2006, 2007, 2008, 2012, 2013), срібна (2010).
Неодноразово представляла Литву на командних турнірах, в тому числі на шахових олімпіадах 2006, 2008, 2010, 2012, 2014 років та командних чемпіонатах Європи 2005, 2007, 2011, 2013. Індивідуальне срібло у 2005 році на 4-й шахівниці,.
2005 року посіла третє місце (після Тетяни Грабузової та Тетяни Фоміної) на круговому турнірі пам'яті Пауля Кереса в Таллінні. Гросмейстерську норму серед жінок виконала 2008 року на турнірі за швейцарською системою в Стокгольмі та олімпіаді в Дрездені. У 2009 році посіла друге місце на відкритому турнірі в Паневежисі, в 2010 році розділила 2-е місце з Софіко Гурамішвілі та Аліною Ламі в Бенідормі.